# Whitton, Lincolnshire
Whitton är en ort och civil parish i Storbritannien.   Den ligger i kommunen North Lincolnshire och riksdelen England, i den sydöstra delen av landet, 250 km norr om huvudstaden London. Whitton ligger 13 meter över havet och antalet invånare är 212.
Terrängen runt Whitton är platt. Runt Whitton är det ganska tätbefolkat, med 139 invånare per kvadratkilometer. Närmaste större samhälle är Scunthorpe, 13,5 km söder om Whitton. Trakten runt Whitton består till största delen av jordbruksmark.